# Çò des de Lacao
Çò des de Lacao és una obra a Vila, al municipi de Vielha e Mijaran (Vall d'Aran) inclosa a l'Inventari del Patrimoni Arquitectònic de Catalunya.

## Descripció
Çò des de Lacao és un antic habitatge del qual només resta pendent la casa. Aquesta segueix el model habitual de dues plantes i "humarau" sota una coberta d'encavallades de fusta i llosat de pissarra. La façana paral·lela a la "capièra" s'orienta a migdia, i presenta tres obertures resoltes amb fusta a cada pis, entre l'arrebossat emblanquinat. Hi destaca la porta d'accés amb el marc bastit amb carreus ben treballats que presideix la següent inscripció gravada en la llinda: I[sidre?]D[e]L[a]C[au]166[5/9] i amb dues fulles que presenten una delicada talla i picaporta. A l'exterior, hi ha la pedra del "rusquèr"

## Història
Al segle xix el nucli de la vila tenia 42 cases cobertes de pissarra i en l'interior de fusta. Joan dera Cau destacà a notari de Vila (1670) Al segle xix una Lacau figura com a rector de Vilac